# Peclavia
Peclavia är ett släkte av skalbaggar. Peclavia ingår i familjen vivlar.
Kladogram enligt Catalogue of Life:
| Peclavia | \| \| Peclavia hispidicollis \| \| \| \| |
|          | \| \| Peclavia hispidicollis \| \| \| \| |
|          | Peclavia hispidicollis                   |
|          |                                          |